# 日本郵便逓送

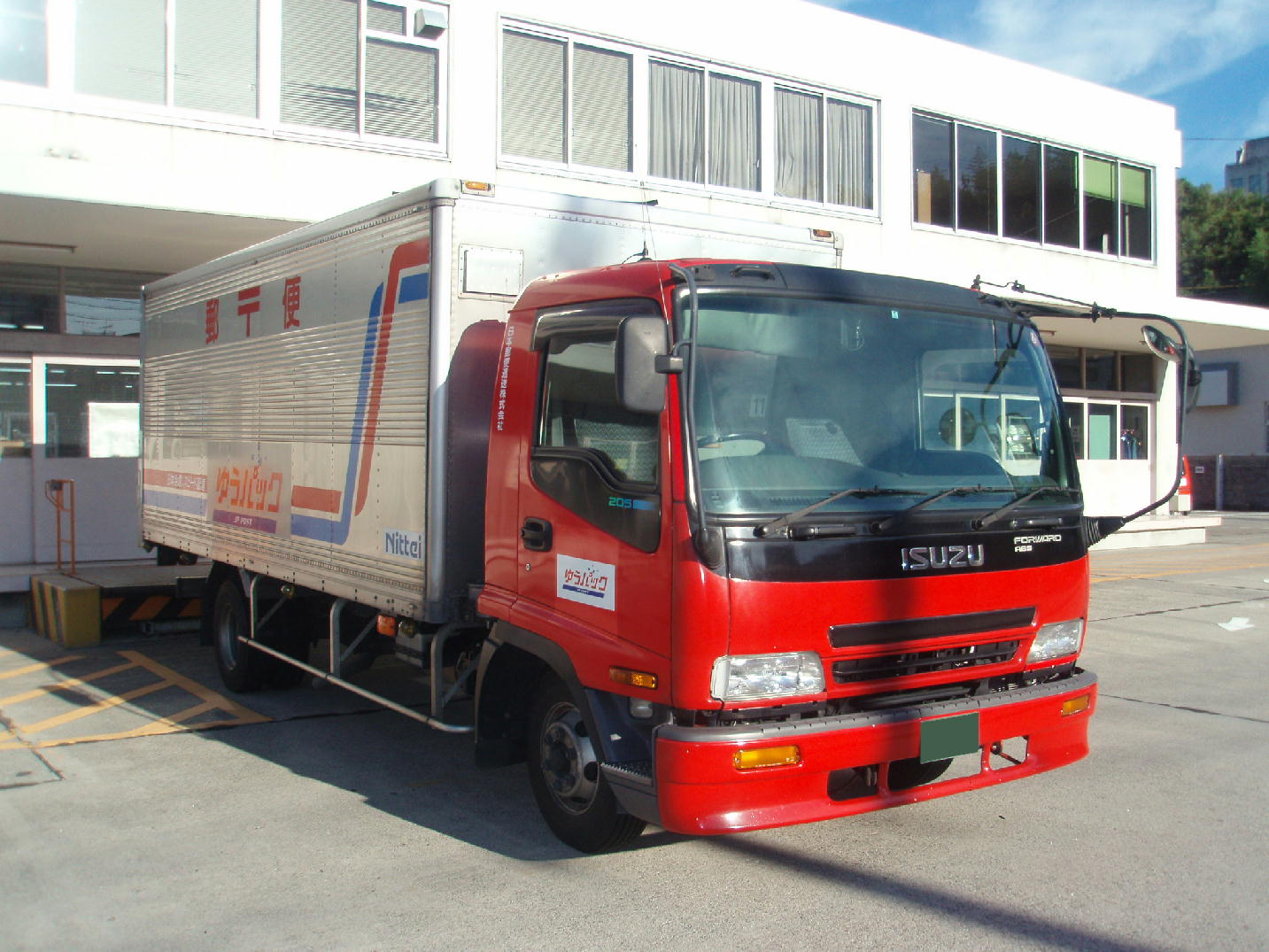
郵便車（4t車）

日本郵便逓送株式会社（にっぽんゆうびんていそう、Nippon Mail Transportation Co., Ltd.）とは、日本にかつて存在した株式会社である。郵便事業株式会社（日本郵便）から委託を受けて郵便物、ゆうパック輸送を受け持つ会社のひとつであった。多くの郵便事業会社の支店から管内のポスト収集も請け負っていた。略称は「日逓」（Nittei＝にってい）。赤い郵便車として親しまれていた。

## 概要
旧・郵政省のファミリー企業のひとつで、社長は郵政省郵務局長の代表的な天下り先となっており、役員は旧郵政省と旧全逓から着任していた。そのため、形式的には外部委託であるにもかかわらず、郵政省時代は郵政省職員が自ら郵便物輸送やポスト収集を行うよりも、日逓に委託したほうが高コストになるという、民間企業では考えられないことが行われた時期もあった。
郵政民営化に伴い、出資関係のない企業（正確には公社時代は法令によって出資が制限されていた）を実質的な子会社として扱っている状況の是正のため、郵便事業株式会社の子会社である日本郵便輸送準備株式会社がTOBを実施することになった。
2009年1月1日に、全国の同様のファミリー企業13社（関東郵便輸送、神奈川郵便輸送、東京郵便輸送、九州高速郵便輸送、中国高速郵便輸送、四国高速道郵便輸送、日本高速物流、大阪郵便輸送、千葉郵便輸送、北海道高速郵便輸送、東北高速道郵便輸送、北陸高速道郵便輸送、東海高速郵便輸送）を日本郵便逓送に吸収合併後、2月1日に日本郵便輸送準備へ合併させることで統合を行い、日本郵便輸送株式会社へと社名を変更した。

## 設立の経緯
会社設立は1942年（昭和17年）12月1日である。それまで郵便専用自動車の運行事業者は経営規模が比較的小さい者が多く、各地域に小規模の事業体が多数存在する形であったところ、日中戦争・太平洋戦争の勃発に伴う戦時体制下で燃料・資材等の調達が統制される一方、陸上運送事業者の統合・集約化も推進されることとなり、郵便専用自動車の運行体制確保に懸念を生じることとなった。このため、逓信省は、郵便専用自動車の運行を専ら担う全国規模の事業体を設立して運行体制の確保を図ることとし、逓信共済組合等を主要株主とする商法準拠の株式会社として当社が設立されることとなったもの。設立に伴い、全国の郵便専用自動車運行事業者の統合等が推進された。
逓信省・郵政省による直接の出資関係はなかったものの、設立の経緯から郵政事業とは密接な関係を有しており、郵政事業国営時代末期の1990年代においても筆頭株主は郵政省職員共済組合であった。

## 従業員数
- 6455名（2006年（平成18年）3月31日現在）